# 톰 모렐로
토머스 밥티스트 모렐로 (Thomas Baptiste Morello), 줄여서 톰 모렐로 (Thomas Morello)는 미국의 랩 록, 헤비 메탈 음악가이다. 하버드 대학교를 졸업한 수재이기도 한 모렐로는 레이지 어게인스트 더 머신과 오디오슬레이브의 기타리스트로 활동하면서 유명세를 얻었다.